# Hardibosee
Der Hardibosee (amharisch ሃርዲቦ ሐይቅ, hardibo häyq) oder Ardibbo ist ein in Nord-Süd-Richtung gezogener Süßwassersee in Äthiopien. 

## Beschreibung
Der See befindet sich nördlich von Dese in der Zone Debub Wollo (Däbub Wällo Zonə) der Region (oder kilil) Amhara. Die Stadt Biriti liegt an seinem  nordöstlichen Ufer. Der Hardibosee ist 8,3 Kilometer lang und 2,5 Kilometer breit bei einer Fläche von 14,9 km² und liegt auf einer Höhe von 2.133 Meter über dem Meeresspiegel.